# Шотландське мистецтво

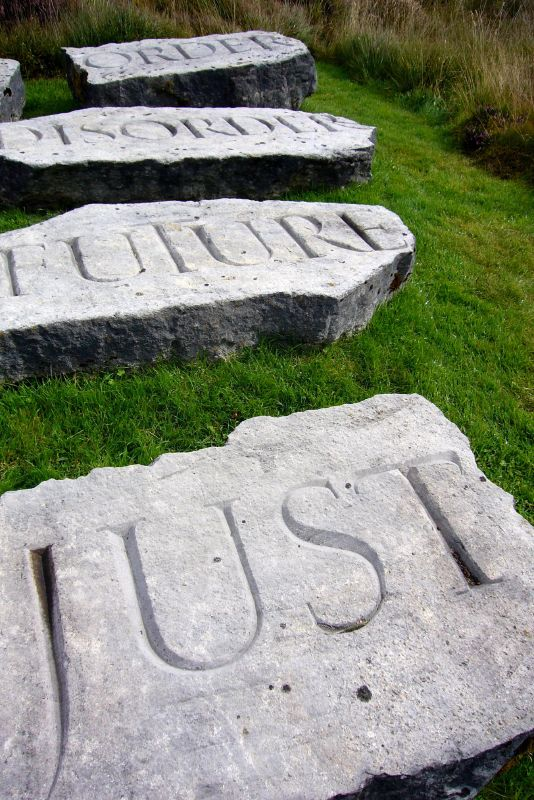
Частина поєднання скульптури і ландшафту, використана в «Маленькій Спарті» Яна Гамільтона Фінлея

Шотландське мистецтво — це образотворче мистецтво, створене на території сучасної Шотландії, або про шотландських підданих, починаючи з доісторичних часів. Воно утворює окрему традицію в рамках європейського мистецтва, але політичний союз країни з Англією призвів до його часткового включення у британське мистецтво.
Найбільш ранні зразки мистецтва того, що зараз є Шотландією, — петросфери (сильно прикрашені різьблені кам'яні кулі) неолітичного періоду. З бронзової доби збереглися приклади різьблення по дереву, у тому числі перші зображення об'єктів, і «знаки чаші і кільця». Більша кількість шотландських зразків орнаментованих предметів і виробів з золота збереглася з залізної доби. Майстерно вирізане піктське каміння і вражаючі роботи по металу з'явилися в Шотландії раннього середньовіччя. Розвиток загального стилю острівного мистецтва по всій Великій Британії та Ірландії вплинув на складні ювелірні вироби і ілюміновані манускрипти, такі, як Келлська книга. З нативного мистецтва пізнього середньовіччя і творів, створених під сильним впливом художників фламандського походження, вціліли лише поодинокі зразки. Вплив епохи Відродження можна побачити в різьбі по каменю і живопису XV століття. У шістнадцятому столітті королівська влада почала винаймати фламандських придворних живописців, які залишили портретні зображення королівської сім'ї.
Реформація усунула головне джерело патронажу мистецтва та обмежила публічну доступність мистецтва для огляду, але, можливо, допомогла розвитку світських місцевих його форм, зокрема, складних розписів склепінь і стін. Незважаючи на втрату власного королівського двору в результаті Союзу корон 1603 року, яка призвела до втрати ще одного великого джерела патронажу, XVII століття ознаменувалось появою перших значних місцевих митців, імена яких збереглися, наприклад Джорджа Джеймсона і Джона Майкла Райта.
У вісімнадцятому столітті в Шотландії почали з'являтися художники, які були значущими на міжнародному рівні, всі під впливом неокласицизму, такі як Аллан Рамсей, Гевін Гамільтон, брати Джон і Олександр Рансімен, Джейкоб Мор і Девід Аллан. До кінця століття на художні твори став впливати романтизм, що можна побачити у роботах портретистів, таких як Генрі Реберн. Він також вплинув на традицію шотландського пейзажного живопису, яка фокусувалась на Шотландській височині та була викристалізувана такими фігурами як Олександр Несміт. Королівська шотландська академія мистецтв була створена 1826 року, а значущі портретисти цього періоду включали Ендрю Геддеса і Девіда Вілкі. Вільям Дайс став однією з найбільш значних фігур в художній освіті Сполученого Королівства. Початок кельтського Відродження можна побачити наприкінці XIX століття, і на арт-сцені домінували роботи «Хлопців з Глазго» («The Glasgow Boys») і Четвірки за лідерства Чарльза Ренні Макінтоша, які отримали міжнародну репутацію за їх поєднання кельтського Відродження, Руху мистецтв і ремесел і модерну. На початку ХХ століття домінували Шотландські Колористи і Единбурзька школа. В цей період популярністю користувався модернізм, а Вільям Джонстон допоміг розробити концепцію шотландського Відродження. У післявоєнний період основні художники, включаючи Джона Беллані і Олександра Моффата, працювали у напрямку «шотландський реалізм». Вплив Моффата можна побачити в роботах «нових хлопців з Глазго» («new Glasgow Boys») кінця XX століття. У двадцять першому столітті Шотландія продовжує породжувати успішних і впливових митців, таких як Дуглас Гордон і Сьюзен Філіпз.
Шотландія має значні колекції предметів мистецтва, такі як Національна Галерея Шотландії і Національний музей Шотландії в Единбурзі і Колекція Баррелла та художня галерея і Музей Келвінгроув в Глазго. Значущі школи мистецтв включають Единбурзький коледж мистецтв і Школу мистецтв Глазго. Основною установою, відповідальною за розвиток і фінансування мистецтва в Шотландії, є «Creative Scotland». Підтримка також надається місцевими радами та незалежними фондами.

## Історія

### Первісне мистецтво

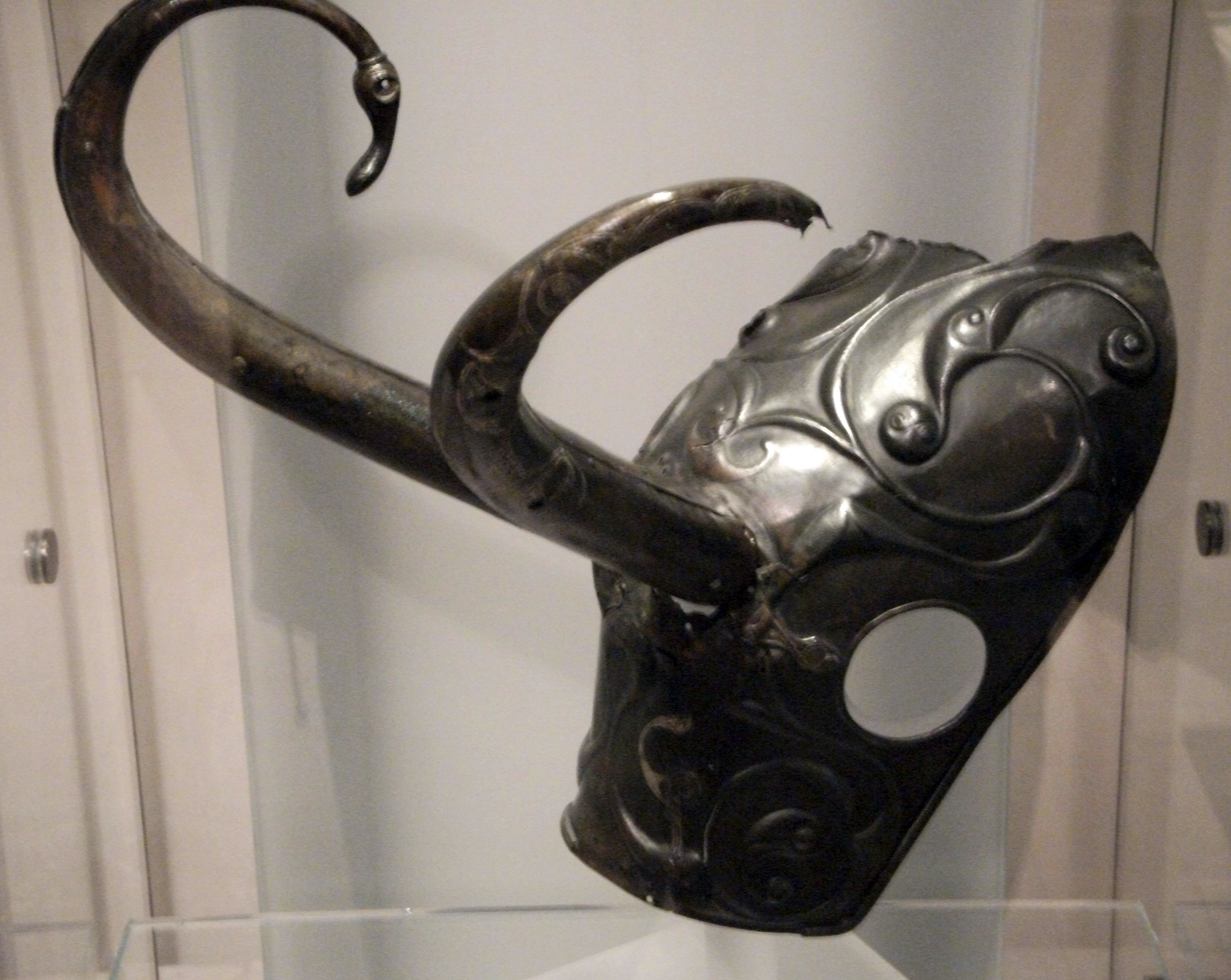
Шолом для поні з рогами з Торра (фото 2011 р.)

Найдавніші з відомих зразків мистецтва, які вціліли з Шотландії, — є різьблені кам'яні кулі, або петросфери, що датуються кінцем неоліту. Вони є унікальним шотландським явищем. Відомо більш ніж 425 прикладів, більшість на території сучасного Абердіншира, але також з Йони, Скаю, Гарріса, Віста, Льюїса, Аррана, Хоїка, Вігтоншира і п'ятнадцять з Оркнейських островів, п'ять з яких були знайдені на місці неолітичного селища Скара-Брей. Для цих об'єктів було запропоновано багато функцій, більшість з них — що вони були престижні і потужні речі. Їх виробництво могло тривати до Залізної доби включно.
З бронзової доби збереглися численні зразки наскельного живопису. Вони включають «знаки чаші і кільця» — вирізані в камені центральні заглиблення, оточені кільцями, іноді не завершені. Такі знаки поширені скрізь в Атлантичній Європі і були знайдені на скелях і окремих каменях по всій Шотландії. Найбільш складні маркування знайдені в Західній Шотландії, особливо в районі Кілмартін. Зображення сокири і човна у Рі-Круїн-Керн в Кілмартині і вирізьблений човен у печері Вемісс вважаються найдавнішими з відомих зображень реальних об'єктів, що збереглися в Шотландії. Різьблені спіралі виявлені на верхніх каменях похоронних цист в Ланаркширі і Кінкардині.
На початок залізної доби до Шотландії поширилась більш загальна латенська культура. Шолом для поні з рогами з Торра є, мабуть, найбільш вражаючою з небагатьох знахідок латенських прикрас у Шотландії, і вказує на зв'язки з Ірландією і Південною Англією. «Гривни зі Стірлінга» (англ. Stirling torcs), знайдені в 2009 році, — група з чотирьох золотих гривен у різних стилях, які датуються від з 300 р. до н. е. до 100 р. до н. е. Дві демонструють поширені стилі Шотландії та Ірландії, а дві інших показують майстерність того, що зараз є півднем Франції і грецькими і римськими світами.

### Середньовіччя
В ранньому Середньовіччі на території сучасної Шотландії існували чотири відмінні мовні та політичні угруповання, кожне з яких мало різну матеріальну культуру. На сході були пікти, чиї царства простягалися від річки Форт до Шетланду. На Заході були гельськомовні (гойдельскі) люди Дал Ріада, які мали тісні зв'язки з Ірландією, звідки вони принесли з собою і назву шотландців. На півдні були британські (бритомовні) нащадки народів королівств «старої Півночі», що зазнали впливу римлян, найпотужнішим і найдовшим за існуванням з яких було королівство Стратклайд. Нарешті, там були англійці або «англи», — германські завойовники, які захопили велику частину Південної Англії і утримували Королівство Берніція (пізніше північну частину Нортумбрії), яке простягалось до того, що зараз є Кордонами Шотландії на південному сході.

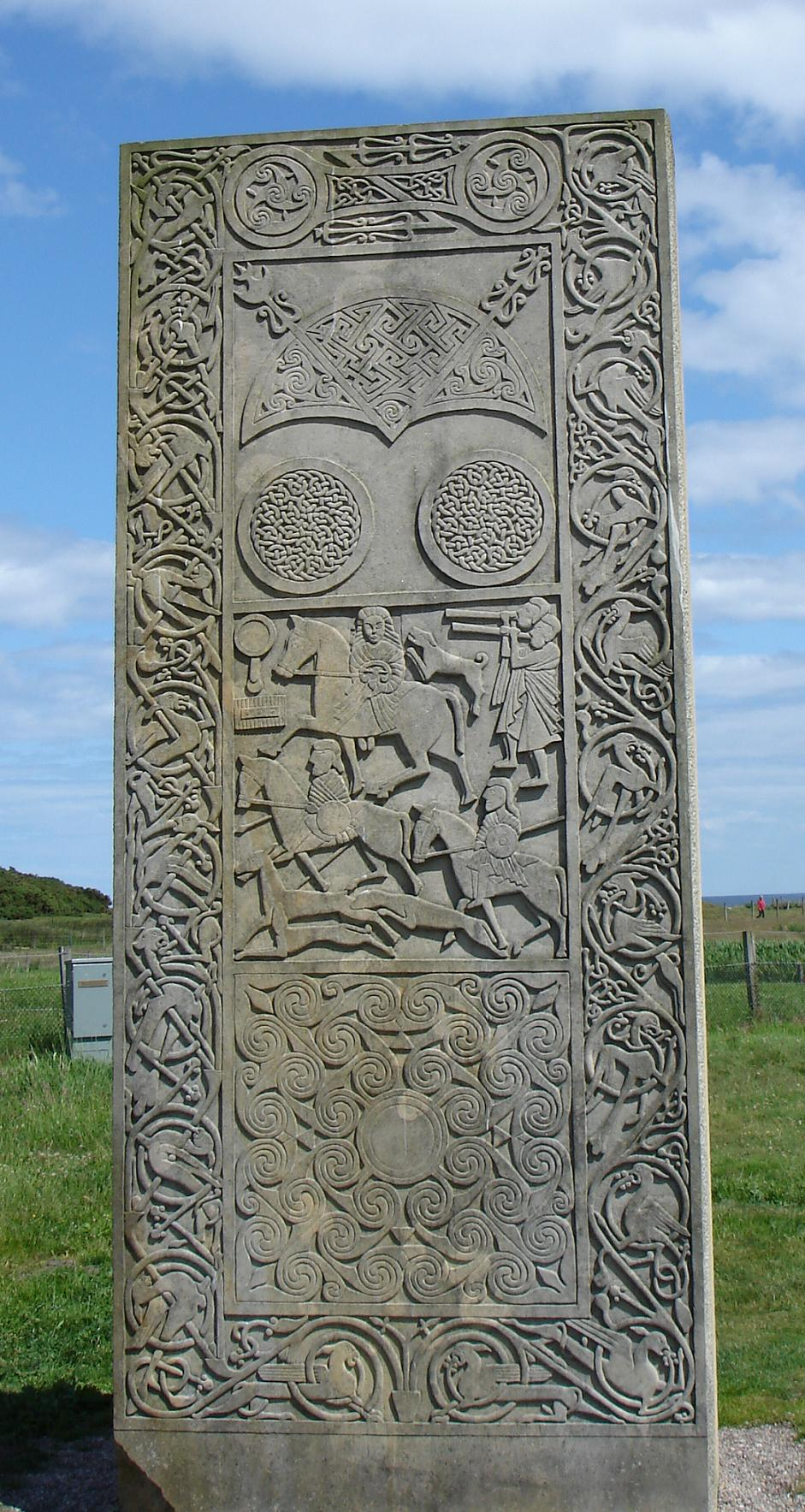
Репліка каменя Гілтон-оф-Кадбол

Від бритомовних королівств Південної Шотландії вціліли лише фрагменти артефактів. Мистецтво піктів можна побачити в численних вцілілих різьблених каменях піктів, особливо на півночі і сході країни. На них зображені різні повторювані узори і зображення, наприклад у замку Данробін (Сатерленд) і Аберлемно (Ангус). Збереглося і кілька срібних предметів піктів, зокрема, масивні шийні ланцюги, у тому числі ланцюг Вайтклеха, а також унікальні срібні бляхи з кургану в Норріс Ло. Ірландсько-шотландське мистецтво царства Дал Ріада напевне ідентифікувати набагато більш важко, але воно може включати в себе такі артефакти, як броша Гантерстон, що у сукупності з іншими предметами, такими як релікварій Монимаск, дозволяють припустити, що Дал Ріада було одним з місць (як перехрестя між культурами), де розвинувся острівний стиль. До ранніх прикладів англосаксонського мистецтва належать вироби з металу, особливо браслети, пряжки і ювелірні вироби, які збереглися в язичницьких похованнях і у виняткових предметах, таких як майстерно вирізана з китового вусу Франкська скринька, що, як вважають, була зроблена в Нортумбрії на початку восьмого століття і поєднує в собі язичницькі, класичні і християнські мотиви. Після навернення Шотландії на християнство в сьомому столітті, художні стилі Нортумбрії взаємодіяли зі стилями Ірландії і Шотландії, щоб стати частиною загального стилю, який історики визначають острівним або гіберно-саксонським.
Острівне мистецтво — це назва стилю, який панував у Великій Британії та Ірландії після навернення піктів і культурної асиміляції культури піктів у культуру шотландців і англів, і який став вельми впливовим у континентальній Європі, зробивши внесок у розвиток романського і готичного стилів. Його можна побачити в орнаментованих брошах у формі розірваного кільця, де часто використовувалось і напівдорогоцінне каміння у сильно різьблених високих хрестах, які зустрічаються по всій країні, але найчастіше у Гайлендс (шотландських верховинах) та на островах, і особливо в багато ілюстрованих рукописах, таких як Келлська книга, яка, можливо, була розпочата або цілком створена на Йоні, ключовому місці острівного мистецтва в Шотландії. Пік ери стилю був раптово перерваний порушенням чернечих осередків і аристократичного життя набігами вікінгів наприкінці VIII століття. Більші пізні вироби з металу збереглися у закопаних скарбах, такі як скарб острова Св. Нініана, і з декількох знахідок періоду вікінгів.
Романський стиль у Шотландії поширився наприкінці XII століття і зберіг елементи свого стилю після того, як готичний стиль став домінуючим з тринадцятого століття. Багато кращих зразків шотландського мистецтва високого і пізнього середньовіччя мали релігійний характер або були виконані у металі і дереві, а тому не витримали впливу часу і Реформації. Однак приклади скульптури збереглися як частина церковної архітектури, в тому числі докази існування розкішних церковних інтер'єрів, такі як будинки причастя у Дескфорді і Кінкеллі і різьблення семи смертних гріхів у Росслинській каплиці. Також збереглася відносно велика кількість монументальних рельєфних надгробків 13-го ст., такі як гробниці родини Дуглас в місті Дуглас. Нативне мистецтво можна побачити в таких предметах, як Чаша Б'ют і Ріг Савернейк, і більш широко у великій кількості високоякісних печаток, які вціліли з середини тринадцятого століття; візуальні ілюстрації можна побачити в ілюмінації статутів і рідкісних залишках настінного живопису — наприклад таких, як Картина Судного дня п'ятнадцятого століття в церкві селища Гатрі. Як і в Англії, монархія можливо мала модельні портрети королівської родини для створення копій і репродукцій, але версії локальних королівських портретів, які вціліли, як правило досить грубі за континентальними стандартами.

### Європейське Відродження

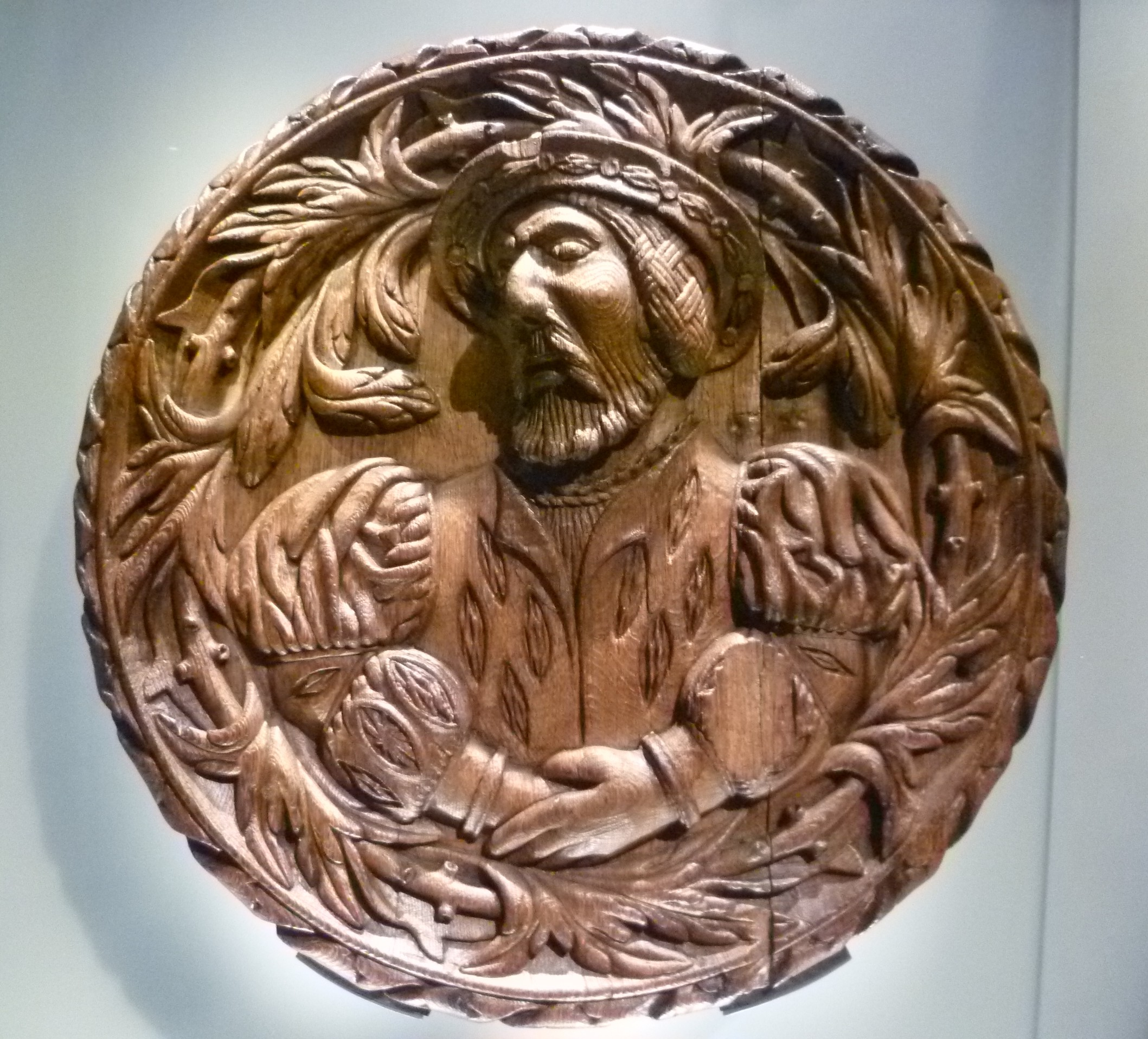
Одна з дубових стельових панелей з замку Стерлінг, яка зображує Яківа V

Починаючи з п'ятнадцятого століття, у Шотландії були створені ряд робіт художниками, завезеними з континенту, особливо з Нідерландів, що як правило вважаються центром живопису Північного Відродження. Продуктами таких зв'язків є прекрасний портрет Вільяма Ельфінстона, образи Св. Катерини і св. Івана, привезені в Данкельд і вівтар Гуго ван дер Гуса в церкві Трініті-коледжу в Единбурзі, створеного за замовленням короля Шотландії Якова III, і портрет короля Якова IV  роботи невідомого фламандського майстра, який науковцями іменується за цим портретом «Майстром Якова IV Шотландського». Збереглася також відносно велика кількість прикрашених молитовних книг з кінця 15 і початку 16 століть, як правило створених в країнах Бенілюксу та Франції для шотландських замовників, у тому числі молитовник, замовлений єпископом Глазго Робертом Блекеддером між 1484 і 1492 роками, і фламандський ілюстрований часослов, відомий як Часослов Якова IV Шотландського, подарований Яковом IV Маргариті Тюдор і описаний Д. Х. Колдуеллом, як «мабуть, найкращий середньовічний рукопис, замовлений для користування шотландцями». 
За записами шотландські палаци також були прикрашені багатими гобеленами, подібними тим, що зображували сцени з «Іліади» і «Одіссеї» і були створені для Якова IV у Голірудгауз. Вцілілі кам'яні і дерев'яні різьблені артефакти, настінний живопис і гобелени вказують на багатство королівського мистецтва 16-го ст. У замку Стерлінг, різьблення по каменю на Королівському палаці часів правління Якова V взяті з німецьких моделей, і, як і вцілілі різьблені дубові портретні диски з королівських покоїв, відомі як Голови Стерлінга, вони включають сучасні, біблійні і класичні фігури.

### Реформація
У шістнадцятому столітті в Шотландії відбулася протестантська Реформація, яка створила переважно кальвіністську національну Церкву Шотландії (кірк), що була сильно пресвітеріанська за поглядами. Шотландське церковне мистецтво сплатило високу ціну в результаті протестантського іконоборства, з майже повною втратою середньовічних вітражів, релігійної скульптури та картин. Характер шотландської Реформації міг мати більш широкі наслідки, оскільки обмежив формування культури публічного споглядання, і це означає, що мистецтво було спрямоване у більш строгі форми виразності з акцентом на приватну і домашню обмеженість.

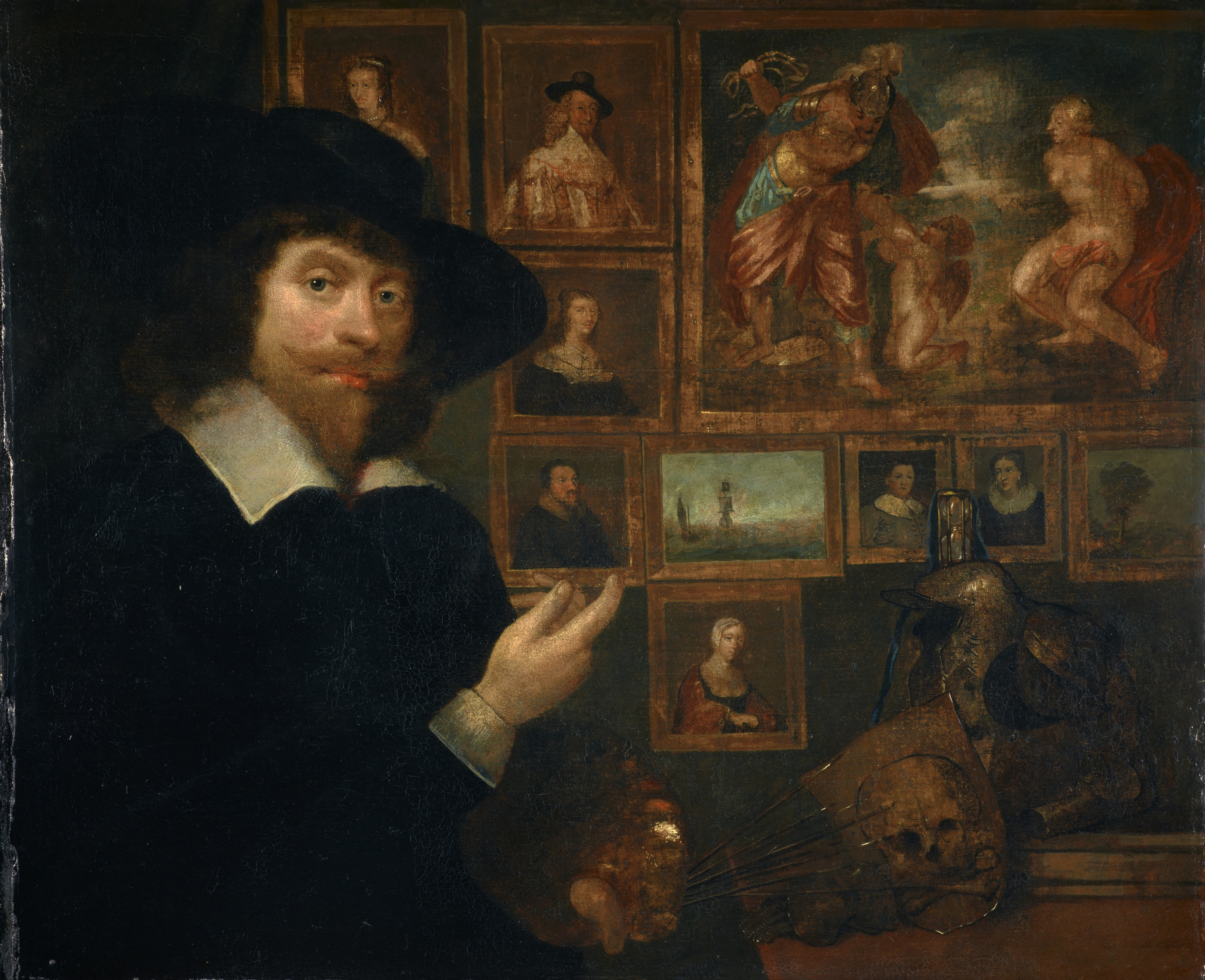
Автопортрет Джорджа Джеймсона (1642)

Втрата покровительства духовенства спричинила кризу для місцевих майстрів і художників, які звернулись до світських покровителів. Одним з результатів цього з'явився розквіт розписних стель і стін шотландського Відродження, коли велика кількість приватних будинків бюргерів, лердів і лордів отримала часто дуже докладні і кольорові орнаменти і сцени, з яких вціліло більше ста прикладів. До них належать стеля в Престонгранж, створена 1581 року для Марка Керра, командора в Ньюбатл, і довга галерея в Пінкі-гауз, розписана для Олександра Сітона, графа Данфермлін в 1621 році. Вони були створені невідомими шотландськими художниками, які використовували континентальні книги орнаментів, що часто приводило до включення гуманістичного морального і філософського символізму, з елементами, які використовують геральдику, благочестя, класичних міфів й алегорій. Традиція королівського портретного живопису Шотландії, ймовірно, була порушена короткими правліннями та регентствами протягом більшої частини XVI століття, але почала процвітати після Реформації. До цього періоду належать портрети важливих осіб, у тому числі графа Босуелла (1556) і Джорджа, п'ятого графа Сітон (1570-ті рр.), невідомих митців. Яків VI найняв двох фламандських художників, Арнольда Бронкорста на початку 1580-х років і Адріана Вансона від бл.1584 до 1602, які залишили візуальну історію короля і головних фігур при дворі.
Союз корон 1603 року усунув одне з основних джерел покровительства мистецтвам в Шотландії, бо Яків VI і його двір переїхали в Лондон. Результат розглядається як перехід «від корони до замку», коли основними покровителями стали дворянство та місцеві лерди. Першим значним місцевим художником став Джордж Джеймсон з Абердина (1589/90-1644), який був одним з найуспішніших портретистів правління Карла I і навчав художника бароко Джона Майкла Райта (1617-94). Зростаюче значення королівського мистецтва можна побачити в посаді, створеній в 1702 році для Джорджа Огілві. В його обов'язки входило «малювання картин нашої [монаршої] персони або наших спадкоємців або іншим з нашої королівської сім'ї для прикрашення наших будинків та палаців». Однак, у 1723—1823 роки посада була синекурою, яку займали члени родини Аберкромбі, не обов'язково пов'язані з творчими здібностями.

### Вісімнадцяте століття

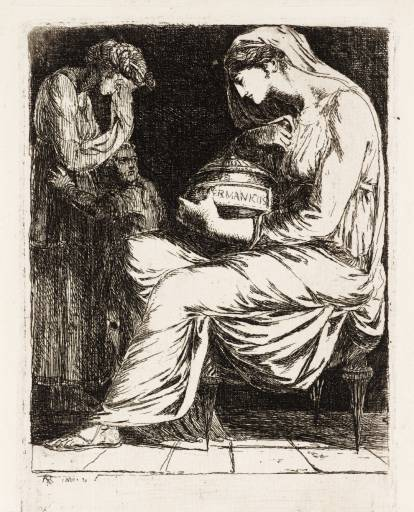
Олександр Рансимен, «Агрипина з прахом Германіка» (бл. 1773)

#### Період Просвітлення
Багато художників початку вісімнадцятого століття залишалися в основному ремісниками, напр., як Джеймс Норі (1684—1757) та його сини, які малювали будинки шляхти з шотландськими пейзажами, що були імітаціями італійських і голландських пейзажів. Художники Аллан Ремзі (1713-84), Гевін Гамільтон (1723-98), брати Джон (1744-68/9) і Олександр Рансимен (1736-85), Джейкоб Мор (1740-93) і Девід Аллан (1744-96) в основному починали в традиціях Норі, але вже були митцями європейського значення, провівши значну частину своєї кар'єри за межами Шотландії, і були так чи інакше під впливом форм неокласицизму. Вплив Італії був особливо значний, бо відомо, що більш ніж 50 шотландських художників і архітекторів побували там в період 1730-80 рр.
Ремзі навчався в Швеції, Лондоні та Італії, перш ніж спираючись в Единбурзі, де він зарекомендував себе як провідний художник-портретист шотландського дворянства. Після другої поїздки в Італію він переїхав до Лондона в 1757 році; з 1761 р. він став придворним художником Георга III і зосередився на королівських портретах, які король часто дарував послами і губернаторам колоній. Його роботи вважаються передвісниками «величного стилю» Джошуа Рейнольдса, але багато з його ранніх портретів, особливо жінок, є менш формальними і більш інтимні. Гевін Гамільтон навчався в університеті Глазго і в Римі, і після короткого перебування в Лондоні, де в основному писав портрети англійських аристократів, він повернувся в Рим для решти його життя. Він сформувався як новаторський неокласичний живописець історичних і міфічних сюжетів, в тому числі його зображення сцен з гомерівської «Іліади», а також був раннім археологом і антикваром.

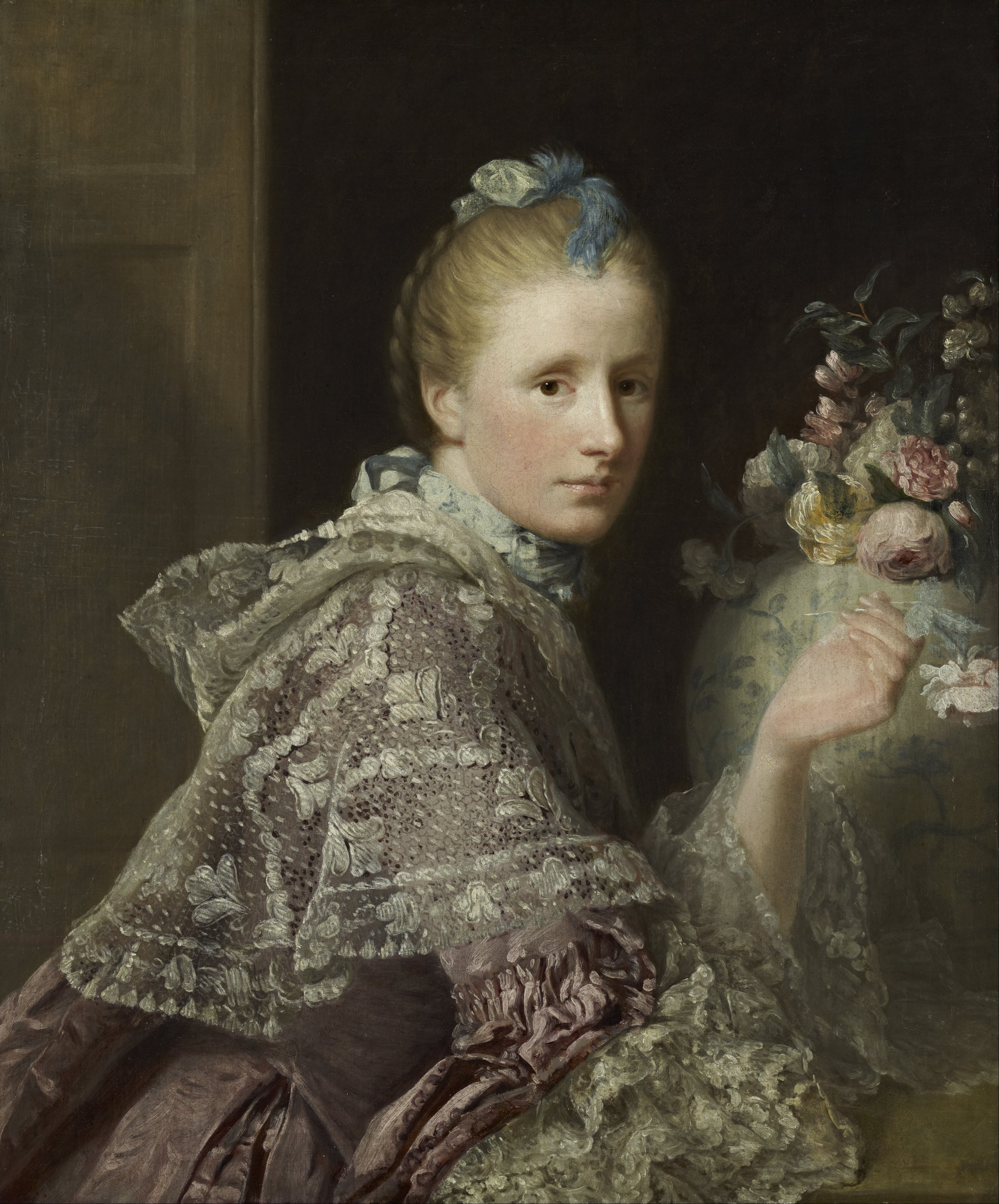
Аллан Ремзі. Інтимний портрет його другої дружини Маргарет Ліндсі (1758)

І Джон і Олександр Рансимен отримали репутацію художників міфологічної та історичної тематики. Вони вирушили до Італії, де Джон помер у 1768/9 р. Олександр повернувся додому, де завоював репутацію пейзажного і портретного художника. Його найбільш широко відомі роботи, розкидані по офортах, є міфологічні. Мор, навчившись у родини Норі, як і його друг Ремзі, переїхав в Італію з 1773 р. і головним чином відомий як пейзажист. Девід Аллан перебував в Римі з 1764 по 1777 рр, де він навчався з Хемілтоном і створював історичні й міфічні сцени; після переїзду в Англію він став портретистом. Після повернення до Единбурга в 1780 році, він став директором і майстром Академії Мистецтв у 1786 році. Тут він створив свої найвідоміші роботи, з ілюстраціями на теми з шотландського життя, і отримав титул «шотландського Хогарта».

#### Романтизм
Шотландія зіграла важливу роль у зародженні романтизму через видання Джеймсом Макферсоном з Оссіанського циклу, який був проголошений кельтським аналогом класичного епосу. «Фінгал», написаний 1762 р., був швидко перекладений на багато європейських мов, і своєю глибокою шаною природної краси і меланхолійною ніжністю свого ставлення до давньої легенди зробив більше, ніж будь-яка інша робота, у поширенні романтичного напряму в європейській, і особливо в німецькій літературі, вплинувши на Гердера і Гете. Оссіан став загальною темою для шотландських художників, і твори про нього писали Олександр Рансимен, Девід Аллан та ін. 
В цей період відбулися зміни у ставленні до Хайлендс і гірських ландшафтів в цілому, від розгляду їх як ворожих, порожніх областей, де живуть відсталі і маргінальні люди, до естетично привабливих зразків природи, заселених мужніми, але примітивними людьми, які тепер зображувались драматично. Створену до його від'їзду в Італію серію з чотирьох картин «Водоспад Клайд» (1771-73) Джейкоба Мора, історик мистецтва Дункан Макміллан описує як ставлення до водоспаду як «свого роду природний національний пам'ятник», і серія вважається ранньою працею у розвитку романтичної чуттєвості шотландського пейзажу. Олександр Рансімен був, мабуть, першим художником, який малював шотландські пейзажі аквареллю у більш романтичному стилі, який формувався до кінця XVIII століття.

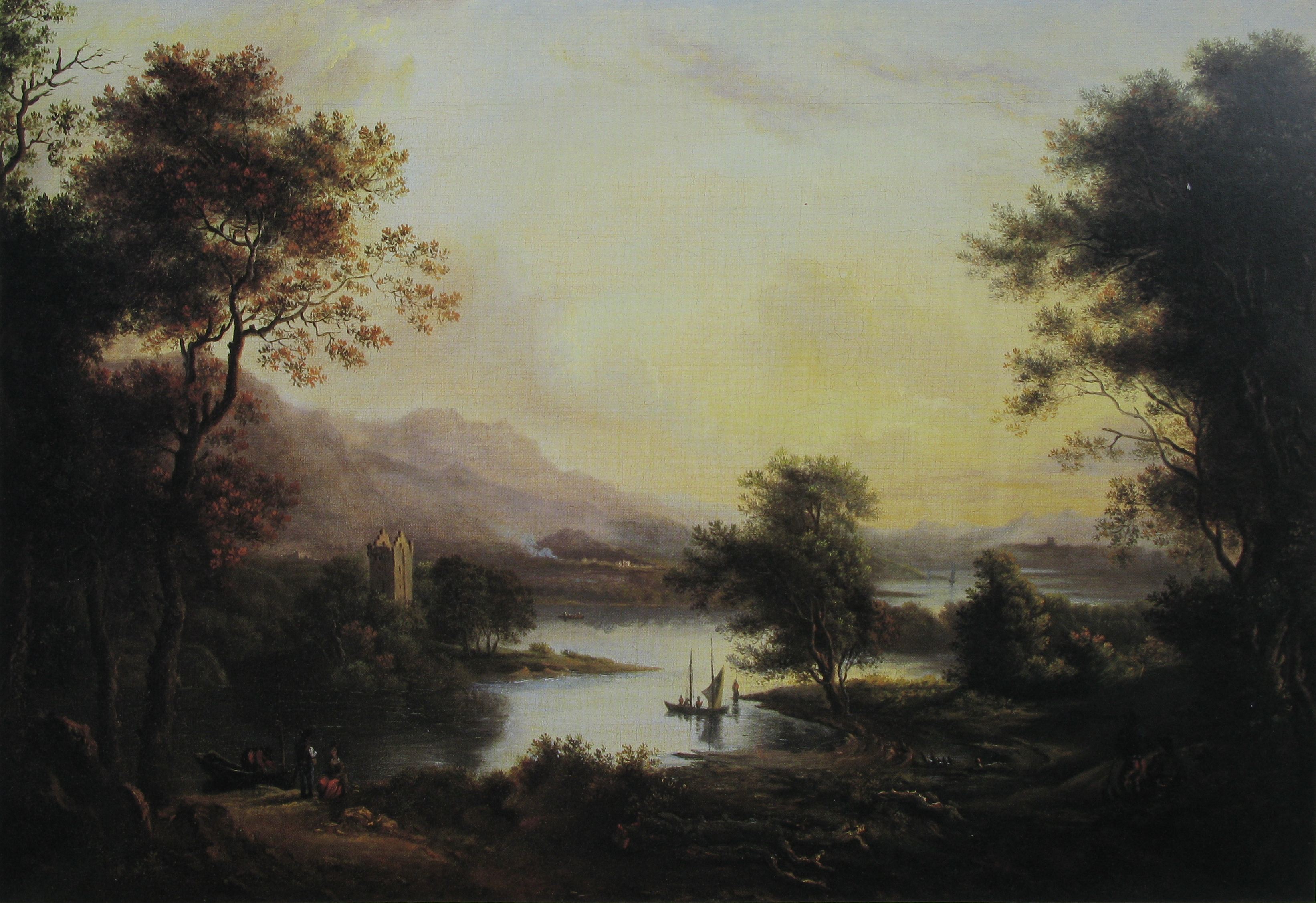
«Пейзаж озера в Хайлендс», Олександр Несміт

Вплив романтизму можна побачити у творах художників кінця XVIII і початку XIX століття, в тому числі Генрі Реберна (1756—1823), Олександра Несміта (1758—1840) і Джона Нокса (1778—1845). Реберн був найбільш значним художником цього періоду, який провів всю свою кар'єру в Шотландії, народившись в Единбурзі і повернувшись туди після поїздки в Італію в 1786 році. Він є найвідомішим своїми інтимними портретами провідних діячів шотландського життя, виходячи за межі аристократії до юристів, лікарів, професорів, письменників, церковників, додаючи елементи романтизму традиції Рейнольдса. Він став лицарем у 1822 і королівським живописцем в 1823 році, що стало поверненням посади від синекури до справжнього митця. Несміт бував в Італії і працював у Лондоні, але повернувся в рідний Единбург на більшу частину своєї кар'єри. Він створював роботи в широкому діапазоні форм, включаючи його портрет романтичного поета Роберта Бернза, який зображує його на тлі драматичного шотландського фона, але він в основному відомий за його пейзажі і описаний в «Оксфордському словнику мистецтв» як «засновник шотландської пейзажної традиції». Роботи Нокса продовжили тему пейзажів, безпосередньо пов'язуючи їх з романтичними творами Вальтера Скотта; він був також одним з перших художників, який мав головний інтерес в зображенні міського пейзажу Глазго.

### Дев'ятнадцяте століття

#### Живопис

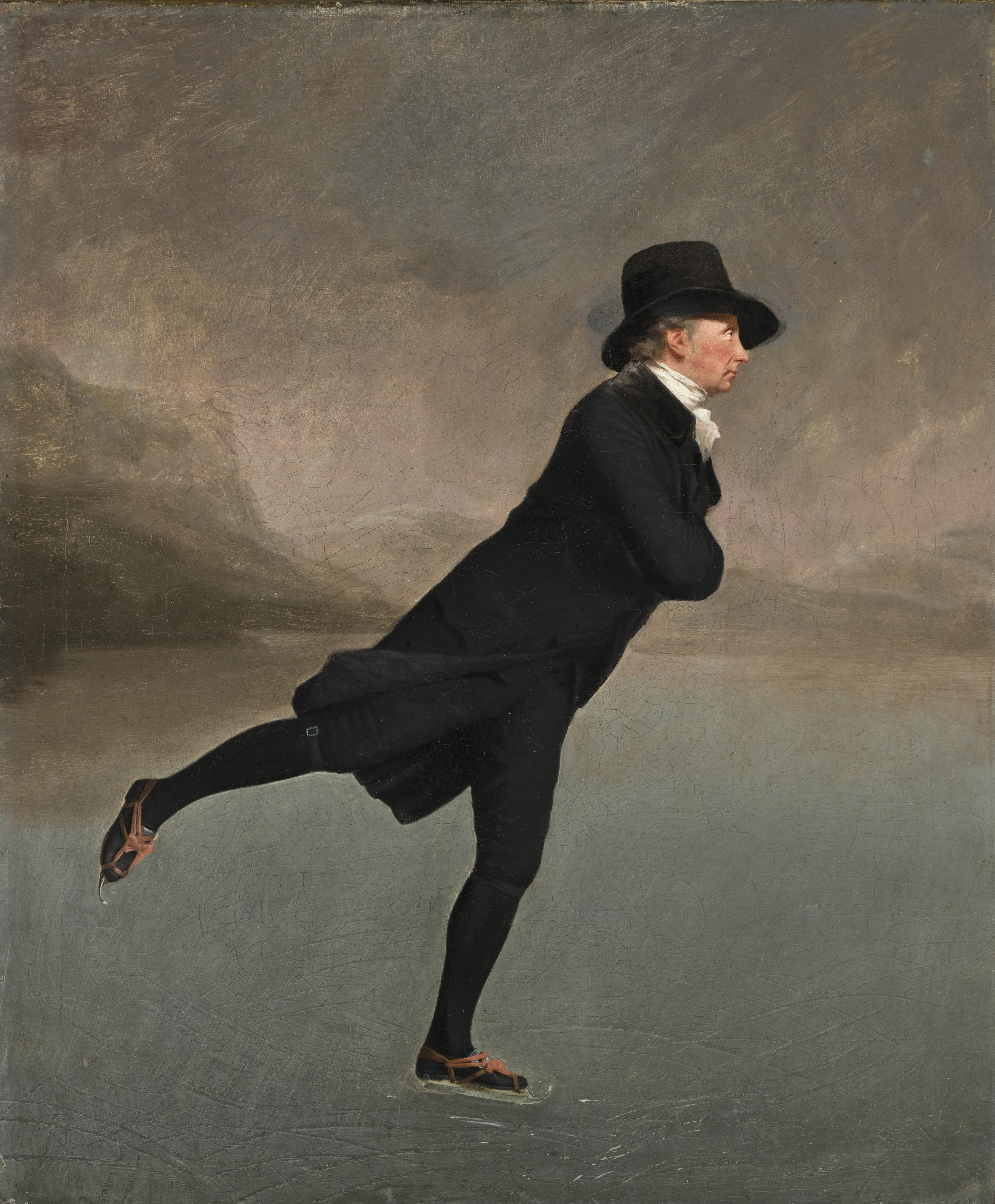
«Преподобний Роберт Вокер катається на Даддінгтон-Лох», традиційно приписується Генрі Реберн (1756—1823)

Ендрю Геддес (1783—1844) і Девід Вілкі (1785—1841) були одними з найуспішніших портретистів;  Вілкі став наступником Реберна на посаді Королівського живописця в 1823 році. Геддес малював пейзажі і портрети шотландських підданих, включаючи Вілкі і Скотта, перш ніж він переїхав у Лондон в 1831 році. Вілкі працював в основному в Лондоні і був найвідомішим за його анекдотичні картини шотландського та англійського життя, включаючи «Пенсіонерів Челсі, що читають Ватерлоо Диспатч» 1822 р. і за його прикрашене зображення короля Георга IV в шотландському костюмі на згадку про королівський візит до Шотландії 1823 р., який започаткував міжнародну моду на кілт. Після подорожі по Європі він був більше під впливом живопису Ренесансу і бароко. Девід Робертс (1796—1864) став відомий своєю плідною серією детальних літографічних принтів Єгипту та Близького Сходу, створених протягом 1840-х років з малюнків, які він зробив під час тривалих турів по регіону.

Традиція пейзажного живопису Хайленду була продовжена такими фігурами, як Гораціо Маккалох (1806-67), Джозеф Фаркухарсон (1846—1935) і Вільям Мактаггарт (1835—1910). Пейзажі Маккалоха, у тому числі види Глен Коу і Лох-Ломонд і Троссакс, широко використовувались як панорами для віталень і допомогли визначити популярні зображення Шотландії. Цьому допомогла і оголошена королевою Вікторією любов до Шотландії, підкреслена її призначенням Балморалу місцем королівського відпочинку. У цей період утворився шотландський «гранд-тур», коли велика кількість англійських художників, у тому числі Вільям Тернер, стікались у гори у пошуках натхнення. З 1870-х років Фаркарсон став головною фігурою в інтерпретації шотландських пейзажів і спеціалізувався на снігових пейзажах і вівцях, використовуючи мобільну опалювану студію для малювання на природі. У той же період Мактаггарт став провідним шотландським художником-пейзажистом. Його порівнювали з Джоном Констеблем і описували як «шотландського імпресіоніста», з вільної живописною манерою, що часто зображувала бурхливе море і рухомі хмари. Мода на прибережний живопис в кінці дев'ятнадцятого століття призвела до створення колоній художників в таких місцях, як Пітенвім і Крейл в Файфі, Кобернпас в Бордерс, Камбускеннет поблизу Стірлінга на річці Форт і Керкубрі в Дамфрісі і Галловеї.

#### Скульптура

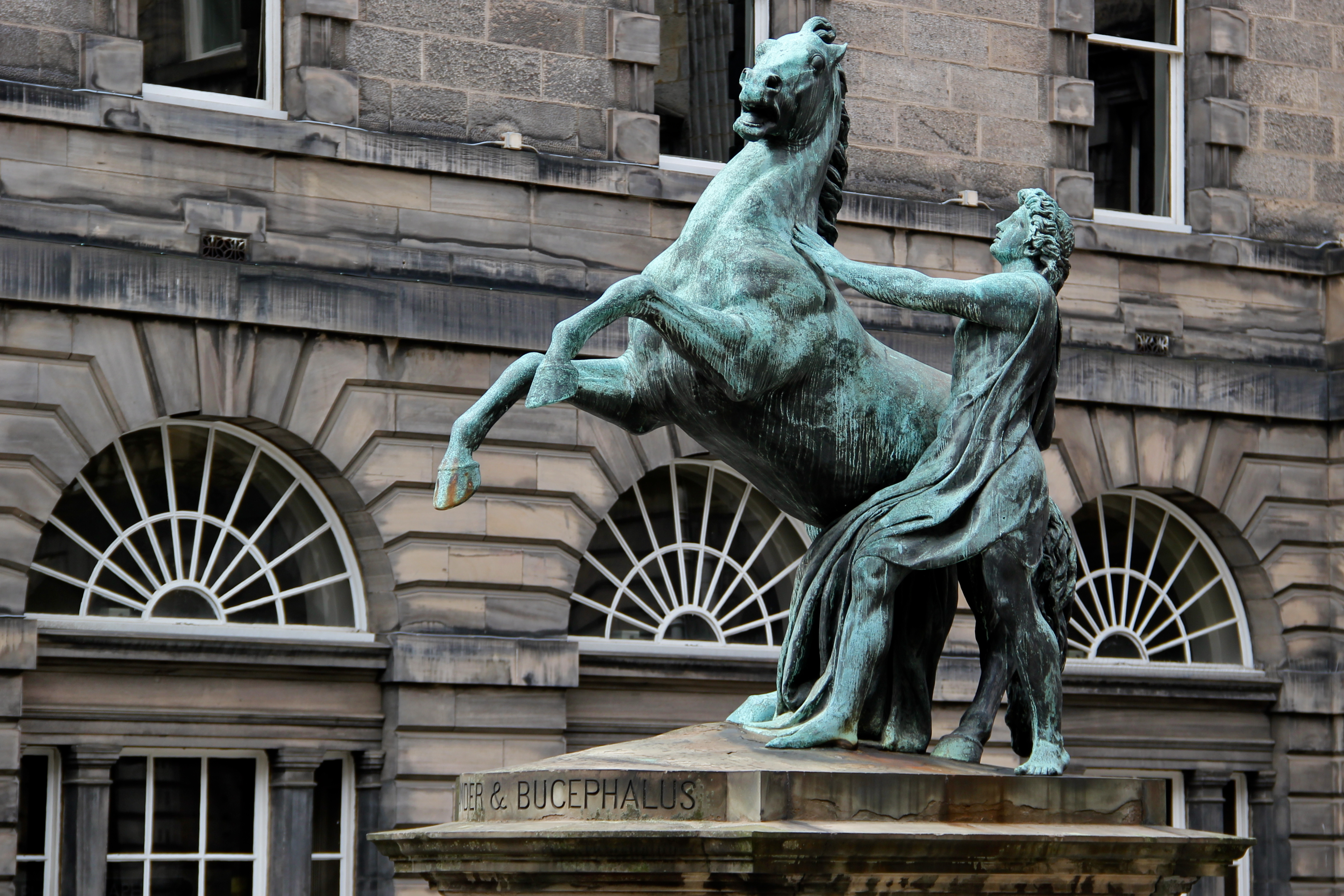
«Олександр і Буцефал», Джон Стіл (1832)

У перші десятиліття 19 століття, замовлення на скульптури в Шотландії часто віддавалися англійським митцям. Томас Кемпбелл (бл. 1790—1858) і Лоуренс Макдональд (1799—1878) брали замовлення  в Шотландії, але провели більшу частину своєї кар'єри в Лондоні і Римі. Першим значним шотландським скульптором, який провів свою кар'єру в Шотландії, був Джон Стіл (1804-91). Його перша робота, яка отримала значну суспільну увагу, — «Олександр і Буцефал» (1832). Його дизайн 1832 р. пам'ятника Вальтеру Скотту був включений в меморіал письменника в Единбурзі. Це поклало початок національній школі скульптури, засновані навколо на великих фігурах з шотландської культури та шотландської та англійської історії. Традиція шотландської скульптури продовжувалася силами таких митців як Патрік Парк (1811-55), Олександр Хендісайд Річі (1804-70) і Вільям Колдер Маршалл (1813-94), а також наступним поколінням скульпторів, в тому числі Вільямом Броді (1815-81), Амелією Хілл (1820—1904) і учнем Стіла Девідом Вотсоном Стівенсоном (1842—1904). Стівенсон створив статую Вільяма Воллеса на екстер'єрі пам'ятника Воллесу і багато бюсти в галереї героїв всередині. Підйом публічній скульптурі надала річниця смерті Бернса в 1896 році. Стівенсон створив статую поета у Лейті, а Хілл — у Дамфрісі. Джон Стіл створив статую для Центрального парка в Нью-Йорку, версії якої були зроблені і для Данді, Лондона і Данідіна. Численні статуї Бернса і Скотта були створені для територій шотландського поселення, особливо в Північній Америці і Австралії.

#### Рання фотографія

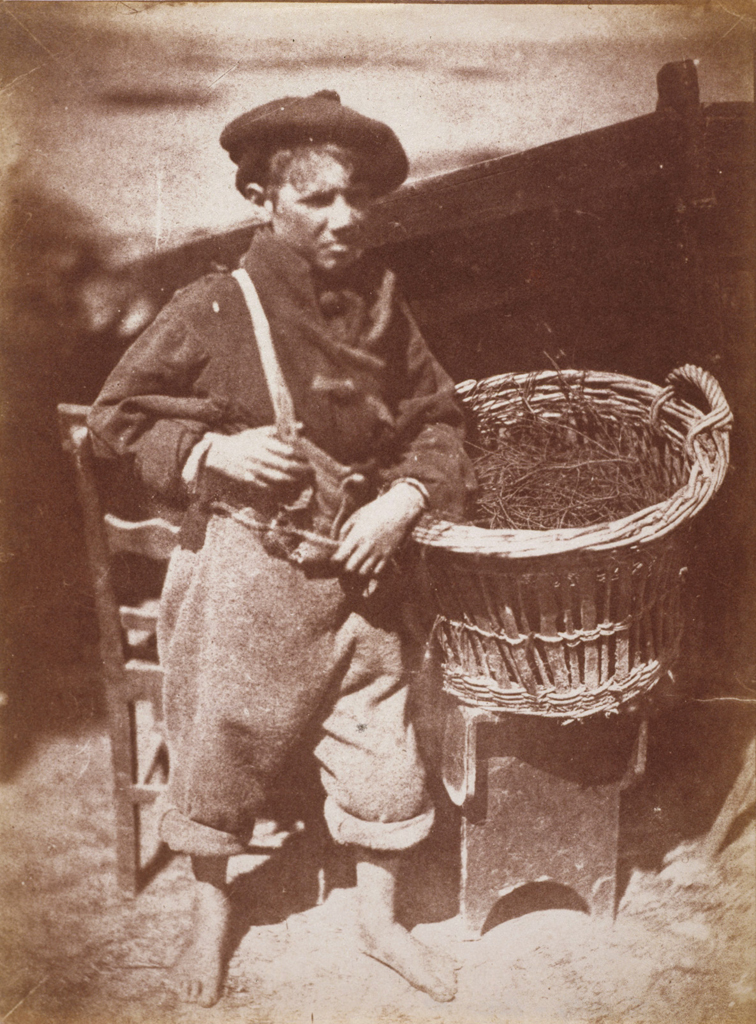
«Батькові бриджі», Hill & Adamson, між 1843 та 1847 рр.

На початку XIX століття шотландські вчені Джеймс Клерк Максвелл і Девід Брюстер зіграли велику роль у розвитку техніки фотографії. Фотографи-піонери включали хіміка Роберта Адамсона (1821-48) і художника Девіда Октавіуса Хілла (1821-48), які створили першу фотостудію в Шотландії (Hill & Adamson) в Рок-гаузі, Единбург, в 1843 році. Вони створили близько 3000 калотипних зображень за чотири роки, які вважаються одними з перших і кращих художніх використань фотографії. Томас Аннан (1829-87) фотографував портрети і пейзажі, і його фотографії нетрів Глазго були серед перших, щоб використовувати фотографію як запис суспільства. Його син Джеймс Крейг Аннан (1864—1946) популяризував роботу Hill & Adamson в США і працював з американським піонером фотографії Альфредом Штігліцем (1864—1946). Разом вони створили більш стабільний процес фотогравюри. Інші важливими фігурами були Томас Кіт (1827-95), один з перших архітектурних фотографів, Джордж Вашингтон Вілсон (1823-93), який створив миттєву фотографію і Клементина Хаварден (1822-65), чиї постановочні портрети були в числі перших в традиції жіночої фотографії.

#### Вплив прерафаелітів
Наймасштабніша історична праця Девіда Скотта (1806-49) — триптих «Сер Вільям Воллес, Шотландські війни: Спис і Англійська війна: Лук» (1843). Він також створив гравюри для версій Колріджа «Старого моряка», Баньяна «Подорожі пілігрима» і Ж. П. Нікола «Архітектури небес» (1850). Через свою ранню смерть, братство Прерафаелітів його знало і захоплювалось, в основному, через його брата Вільяма Белла Скотта (1811-90), який став близьким другом засновника братства Д. Г. Россетті. Лондонські прерафаеліти відкидали формалізм картин Маньєризму після Рафаеля. Покровителем Белла Скотта був колекціонер Прерафаелітів Джеймс Літхарт. Його найвідоміша робота, «Залізо і вугілля» стала однією з найпопулярніших вікторіанських зображень і одним з небагатьох, що виконувала прагнення Прерафаелітів зображувати сучасний їм світ.

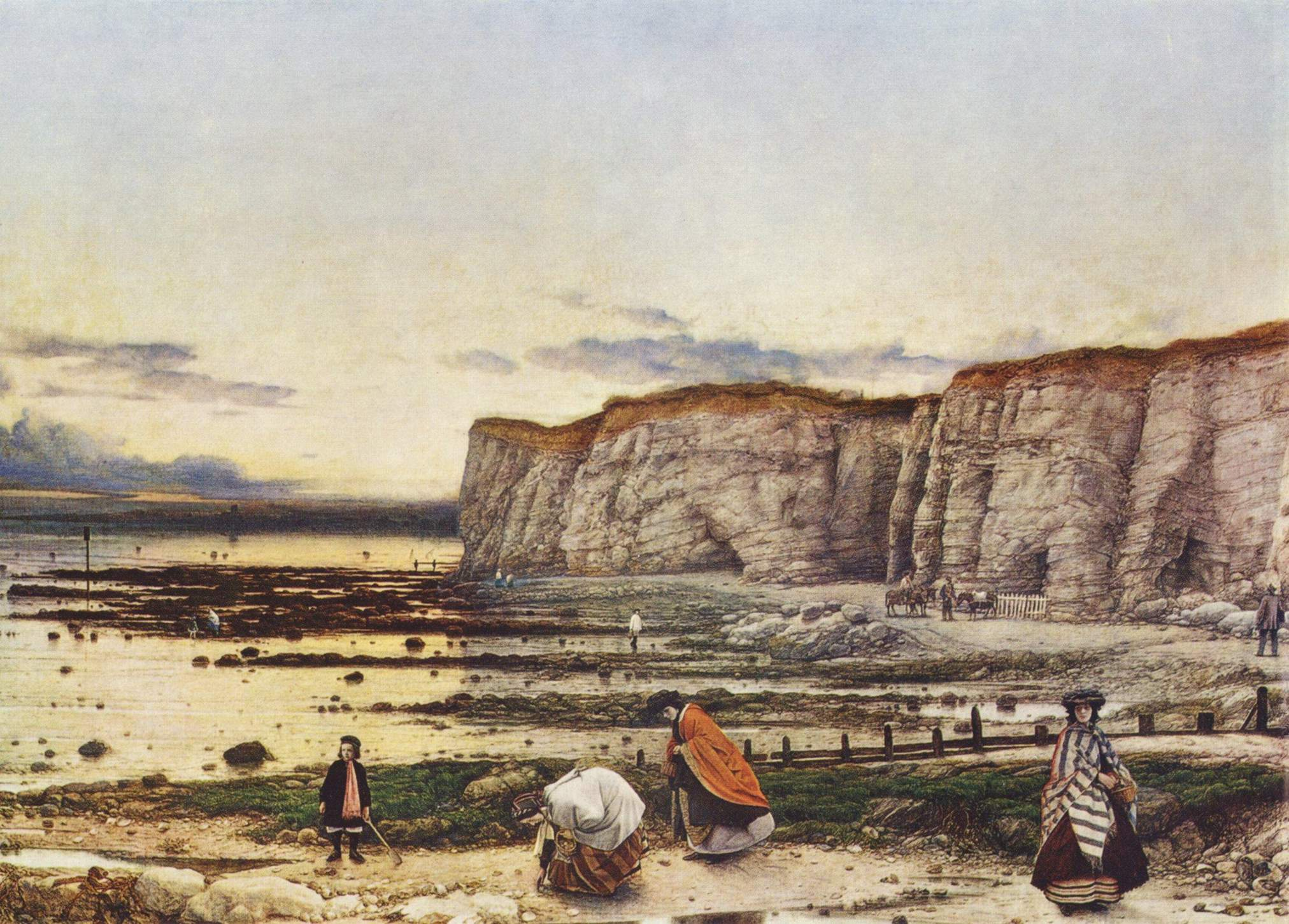
Вільям Дайс, «Затока Пегвей, Кент– спогад про 5 жовтня 1858» (1858-60?)

Найбільше з прерафаелітами в шотландському мистецтві пов'язують Вільяма Дайса (1806-64). Дайс подружився з молодими прерафаелітами в Лондоні і представив їх роботи Джону Раскіну. Його «Чоловік скорбот» і «Давид в пустині» (обидва — 1860) містять увагу Прерафаелітів до деталей, але розміщують біблійні сюжети у виразно шотландський пейзаж, що суперечило концепції прерафаелітів «істини у всьому». Його картину «Затока Пегвей, Кент– спогад про 5 жовтня 1858» вважають «архетипним пейзажем прерафаелітів». Дайс став керівником Школи дизайну в Единбурзі, а потім був запрошений до Лондона очолити нову Урядову школу дизайну, яка згодом стала Королівським коледжем мистецтв, де його ідеї лягли в основу системи підготовки і він брав активну участь в національній організації мистецтва. Джозеф Ноель Патон (1821—1901) навчався в школах Королівської Академії в Лондоні, де він затоваришував з Джоном Евереттом Мілле і згодом приєднався за ним до прерафаелітів, створюючи картини, які підкреслювали деталь і мелодраму, такі як «Роман Блуді» (1855). Під впливом Мілле перебував і Джеймс Арчер (1823—1904), чиї роботи включали «Літній час, Глостершир» (1860) і хто з 1861 почав серію картини про короля Артура, у тому числі «Смерть Артура» і «Сер Ланселот і королева Гвіневра».

#### Рух мистецтв і ремесел та кельтське Відродження
Початок руху мистецтв і ремесел в Шотландії був у Відродженні вітражів 1850-х років, піонером якого був Джеймс Баллантайн (1808-77). Його основними роботами були велике західне вікно Данфермлінського абатства і схема для собору Святого Джайлса в Единбурзі. У Глазго піонером руху був Деніел Котьє (1838-91), який, ймовірно, навчався у Баллантайна, і був безпосередньо під впливом Вільяма Морріса, Форда Медокса Брауна і Джона Раскіна. Його ключовим твором є «Хрещення Христа» в абатстві Пейслі (бл. 1880 р.), а до послідовників належали Стівен Адам та його син Стівен Адам-молодший. Уродженець Глазго дизайнер і теоретик Крістофер Дрессер (1834—1904) був одним з перших, і головне, незалежних дизайнерів, ключовою фігурою в естетичному русі хто вніс значний внесок у споріднений англо-японський рух.

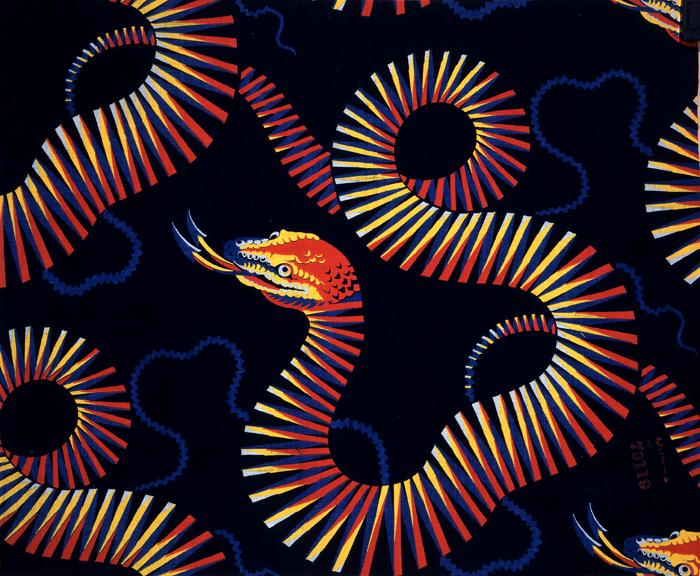
Текстильний патерн Крістофера Дрессера (1887)

Формування 1885 року «Единбурзького соціального союзу», який включав в себе ряд значних діячів руху мистецтв та ремесел і естетизму, було частиною спроби підштовхнути кельтське Відродження (подібно до того, що відбувалось у сучасній їм Ірландії), спираючись на стародавні міфи та історії, щоб створити сучасне мистецтво. Ключовими фігурами союзу були філософ, соціолог, містобудівник і письменник Патрік Геддес (1854—1932), архітектор і дизайнер Роберт Лорімер (1864—1929) і вітражний художник Дуглас Строн (1875—1950). Геддес створив неофіційний коледж дохідних квартир для митців у Ремзі-Гарден на Касл-Гілл в Единбурзі в 1890-х роках.

Серед постатей, пов'язаних з рухом були: Анна Треквейр (1852—1936), якій союз замовив створення фресок в каплиці моргу Лікарні для хворих дітей в Единбурзі (1885-86 і 1896-98); вона також працювала по металу, в ілюмінуванні, ілюстрації, вишивці і створенні палітурок. Джон Дункан (1866—1945), який був також під впливом мистецтва італійського Відродження і французького символізму. Серед його найвідоміших робіт — зображення кельтських героїв «Трістан та Ізольда» (1912) і «Сент Брайд» (1913). Інші символісти Данді включали Стюарта Кармайкла (1879—1901) і Джорджа Датча Девідсона (1869—1950). Дункан був основним дописувачем журналу Геддеса «The Evergreen»; інші важливі дописувачі — Роберт Бернс (1860—1941), Е. А. Горнел (1864—1933) і студентка Дункана Гелен Гей (роки творчості 1895—1953).

#### Школа Глазго

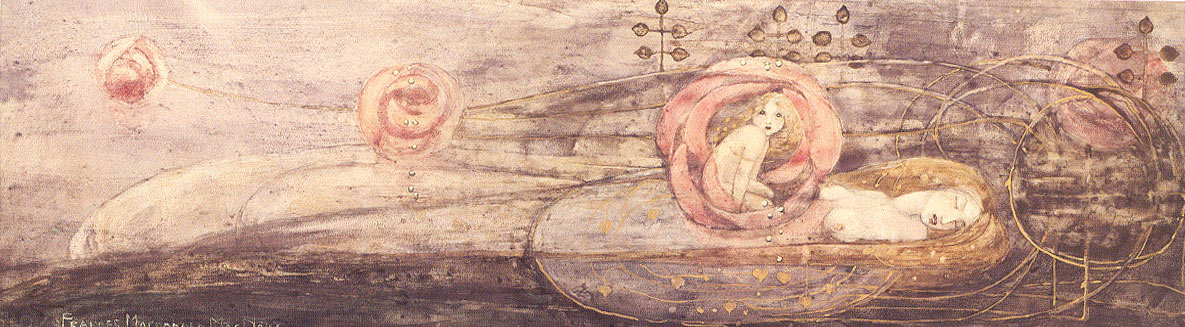
«Спляча Принцеса», Френсіс Макдональд (1909)

Розвиток шотландського мистецтва наприкінці дев'ятнадцятого століття пов'язані зі «школою Глазго» — термін, який використовується для ряду умовних груп митців, які працювали в місті. Перша і найбільша група, активна від бл. 1880 року,  - «хлопці з Глазго», включаючи Джеймса Гатрі (1859—1930), Джозефа Кроухолла (1861—1913), Джорджа Генрі (1858—1943) і Е. А. Волтона (1860—1922). Вони виступали проти комерціалізму і сентиментальності більш ранніх художників, зокрема, представлених Королівською Академією, часто перебували під впливом французького живопису та використовували елементи імпресіонізму і реалізму; вважається, що вони омолодили шотландське мистецтво і перетворили Глазго на великий культурний центр. Трохи пізніше угруповання (працювало з 1890 року) відоме як «Четвірка» або «Школа лякання», включало відомого архітектора Чарльза Ренні Макінтоша (1868—1928), його дружину, митця і художника по склу Маргарет Макдональд (1865—1933), її сестру художника Френсіс (1873—1921) і її чоловіка, художника і педагога Герберта Макнейра (1868—1955). Вони створили унікальне поєднання стилів, у тому числі кельтського Відродження, руху мистецтв і ремесел і японізму, яке знайшло підтримку у модерному мистецтві континентальної Європи і допомогло викристалізувати стиль ар-нуво.

### Початок ХХ століття

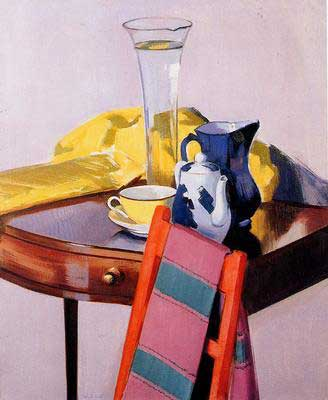
Френсіс Каделл, Ваза з водою (1922)

#### Шотландські колористи
Наступна значна група художників, яка з'явилася в 1920-х роках, — «Шотландські колористи»; назва була дана пізніше чотирьом художникам, які знали один одного і виставлялися разом, але не утворили згуртовану групу. Всі вони провели час у Франції між 1900 і 1914 роками і всі були під впливом Парижу, особливо фовістів, таких як Моне, Матісс і Сезанн, чию техніку вони поєднували з живописною традицією Шотландії. Це були Джон Фергюсон (1874—1961), Френсіс Каделл (1883—1937), Семюел Пепло (1871—1935) і Леслі Гантер (1877—1931). Їх вважають першими шотландськими сучасними художниками і основним механізмом, за допомогою якого постімпресіонізм досяг Шотландії.

#### Единбурзька школа
Група художників, пов'язаних з Единбургом, більшість з яких навчалась в Единбурзькому коледжі мистецтв під час або невдовзі після Першої Світової Війни, стали відомі як Единбурзька школа. Вони перебували під впливом французьких живописців і школи Сент-Ів, а їх творчість характеризується використанням яскравих і часто не натуралістичних кольорів та перевагою сміливої техніки над формою. До групи входили:
- Вільям Гілліс (1898—1973), який зосереджувався на пейзажах і натюрмортах,
- Джон Максвелл (1905-62), який створював і пейзажі і етюди уявних предметів,
- Адам Брюс Томсон (1885—1976), найвідоміший за його олійні і акварельні пейзажі, особливо Хайлендс і Единбурга,[87]
- Вільям Крозьє (1893—1930), чиї пейзажі були створені в яскравих тонах,
- Вільям Гейсслер (1894—1963),[88][89][90][91] аквареліст пейзажів Пертшира, Східного Лотіана і Гемпшира,
- Вільям Мактаггарт (1903-81), відомий своїми пейзажами Східного Лотіана, Франції та Норвегії[85]
- і Енн Редпат (1895—1965), найвідоміша за її двомірними зображеннями предметів побуту.[92]

#### Модернізм і шотландське Відродження
Патрік Геддес є автором терміну «шотландське Відродження», стверджуючи, що технологічний розвиток має супроводжуватися паралелями в мистецтві. Ці ідеї були підхоплені новим поколінням, на чолі з поетом Гю Макдіармідом, які виступали за синергію між наукою і мистецтвом, введення модернізму у мистецтво та створення самобутнього національного мистецтва; ідеї були виражені в мистецтві в період між двома світовими війнами різними митцями, серед яких Дж. Д.Фергюсон, Стенлі Керситер (1887—1976), Вільям Макканс (1894—1970) і Вільям Джонстон (1897—1981). Фергюсон був одним з небагатьох британських художників, які могли б претендувати на участь у створенні модернізму. Його інтерес до зображення машин можна побачити в таких картинах як «Пошкоджений есмінець» (1918). Керситер відчував вплив кельтського відродження, постімпресіонізму і футуризму, як видно в картинах «Дощ на Принцес-стріт» (1913) і «Регата» (1913). Маканс на початку роботи був сміливим постімпресіоністом, але після Першої Світової Війни став все більш абстрактним і під впливом вортицизму, що можна побачити в картинах «Жінки у ліфті» (1925) і «Інженер і його дружина» (1925). Джонстон вивчав кубізм, сюрреалізм і нове американське мистецтво. Він перейшов до абстракції, намагаючись використовувати аспекти пейзажу, поезії і кельтського мистецтва. Його найбільш значну роботу, «Певний момент часу» (1929-38), історик мистецтва Дункан Макміллан назвав «однією з найважливіших шотландських картин століття».
Інші художники, на яких модернізм чинив сильний вплив, — Джеймс Макінтош Патрік (1907-98) і Едвард Берд (1904-49). Обидва вчилися в Глазго, але провели більшу частину своєї кар'єри в і навколо своїх рідних міст Данді і Монтроз. Обидва були під впливом сюрреалізму і робіт Брейгеля і зосереджені на пейзажі, як видно у «Будинку Треквейра» Макінтоша Патріка (1938) і більш відкрито «Народженні Венери»  Берда (1934). У період між двома світовими війнами важливими митцями також були Вільям Вілсон (1905-72) і Ян Флемінг (1906-94).

#### Нова шотландська група
Останній член Шотландських колористів Дж. Д.Фергюссон повернувся в Шотландію з Франції в 1939 році, незадовго до початку Другої Світової Війни; він став провідною фігурою групи художників Глазго. Члени групи Фергюссона сформували Новий Арт-клуб в 1940 році на противагу існуючому Арт-клубу Глазго. У 1942 році вони провели першу виставку свого виставкового товариства, Нової шотландської групи, де Фергюссон був першим президентом.
Група не мала єдиного стилю, але поділяла ліві погляди і включала в себе художників під сильним впливом тенденцій сучасного їм континентального мистецтва. До групи входили художники:
- Дональд Бейн (1904-79), який перебував під впливом експресіонізму;
- Вільям Кросбі (1915-99) під сильним впливом сюрреалізму;
- Марі де Банзі (1918-90), під впливом експресіонізму та особливо постекспресіонізму Гогена;
- Ізабель Бабянська (нар. 1920), під впливом експресіоніста Хайма Сутіна;
- Міллі Фруд (1900-88), під впливом експресіонізму, чиї роботи мали яскраві кольори і манеру малюнку, схожу на Ван Гога. Її міські сцени містять елементи соціального коментаря та реалізму, під впливом польських біженців Йозефа Германа (1911—2000, проживав в Глазго в період між 1940 і 1943 рр.)[101] і Янкеля Адлера (1895—1949, проживав у Кіркудбрайті з 1941 по 1943 рік)[102]

Також під впливом Германа була сімейна пара Том Макдональд (1914-85) і Бет Лоу (нар. 1924), які з художником Вільям Сеніором (нар. 1927) створили групу Клайд, спрямовану на просування політичного мистецтва. Їх робота включала промислові і міські ландшафти, напр. «Транспортне депо» Макдональдса (1944-45) і «Blochairn Steelworks» Бет Лоу (бл. 1946).

## Сучасне мистецтво

### Повоєнні митці

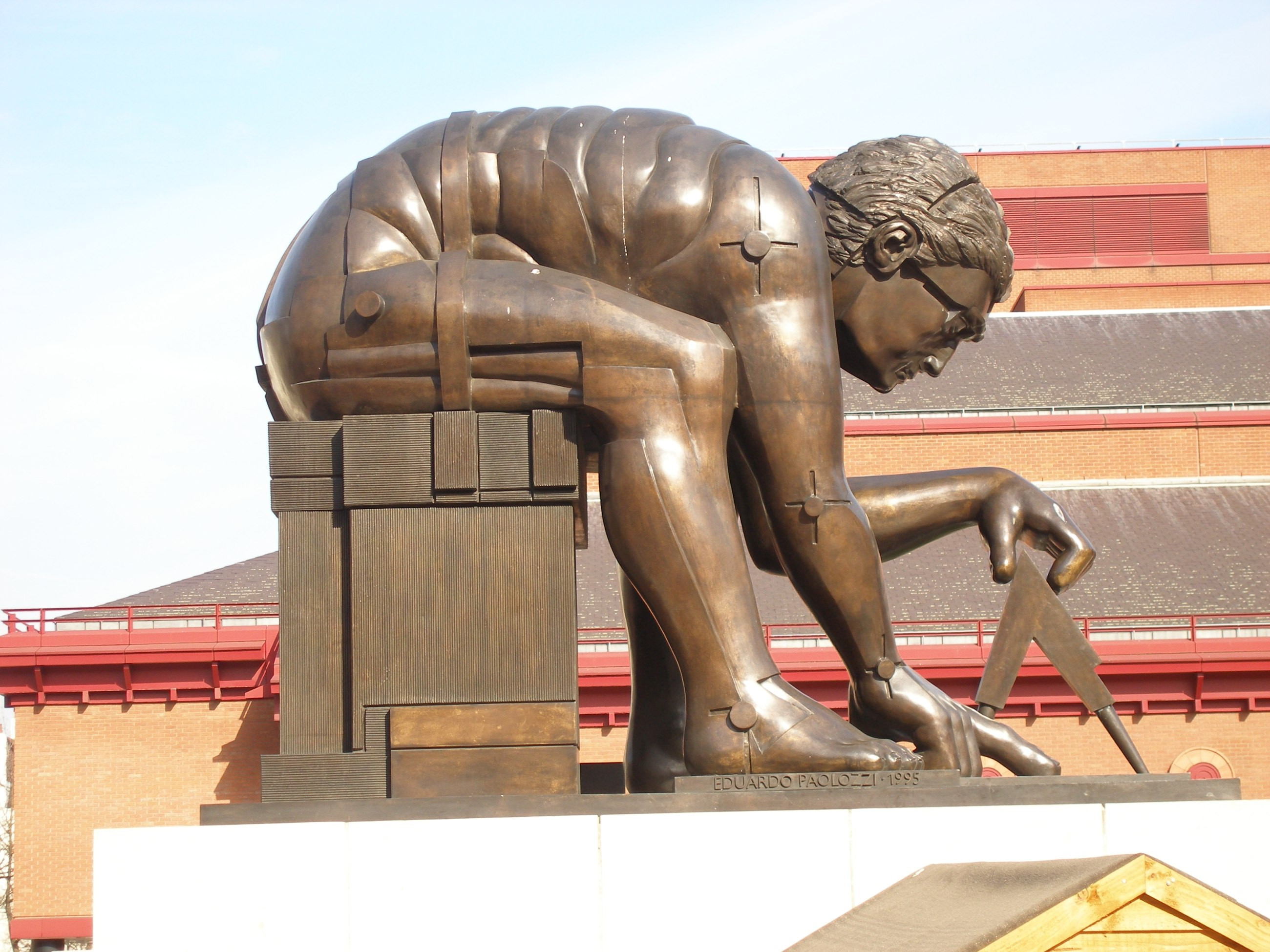
Скульптура Едуардо Паолоцці (1995 р.) за мотивами принта «Ньютон» Вільяма Блейка 1795 р.

До вартих уваги повоєнних митців Шотландії належать Робін Філіпсон (1916-92), який перебував під впливом Колористів, Поп-арту і Неоромантизму, а також випускники Школи мистецтв Глазго Роберт Макбрайд (1913-66), Роберт Кохун (Robert Colquhoun, 1914-64) і Джоан Эрдли (1921-63). Макбрайд і Кохун перебували під впливом неоромантизму і кубізму Адлера. Англієць Ердлі переїхав в Глазго і досліджував пейзажі узбережжя Кінкардіншира і створював зображення багатоквартирних будинків і дітей на вулицях Глазго. Шотландські художники, які продовжували традиції пейзажного живопису і приєднались до нового покоління художників-модерністів вельми впливової школи Сент-Айвс, — Вільгельміна Барнс-Грем (1912—2004) і Маргарет Меллис (1914—2009).
Париж продовжував бути основним напрямком для шотландських художників; так Вільям Геар (1916-97) та Стівен Гілберт (1910—2007) зустрілись там з лінійним абстрактним живописом авангардної групи COBRA в 1940-х роках. Їх роботи була високо кольорові і насильства у виконанні.. Париж також відвідував Алан Дейві (народився 1920), який перебував під впливом джазу і дзен-буддизму і рушив далі в абстрактний експресіонізм. Роботи Яна Гамільтона Фінлея (1925—2006) досліджували кордони між скульптурою, принтами і літературою (особливо поезією бетону) і ландшафтної архітектури. Його найамбітніша робота, сад Маленької Спарти відкрився в 1960 році.

### Шотландський реалізм і «дитинчата Глазго»

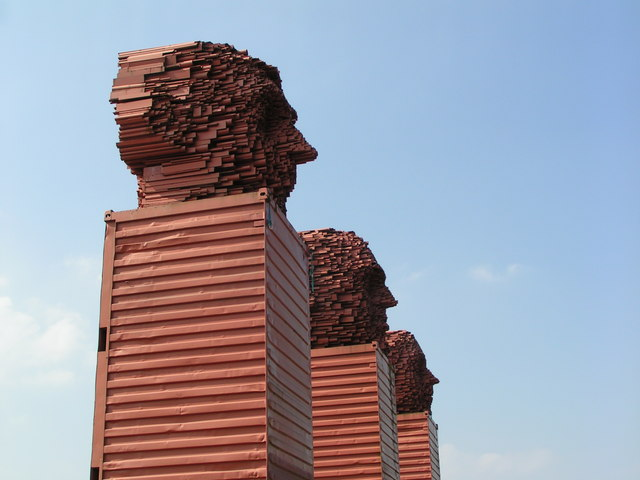
Девід Мах. Великі Гейди, Ланкашир, данина металургійній промисловості

Джона Беллані (1942—2013), який фокусувався в основному на прибережних громадах його народження, і Олександра Моффата (нар. 1943), який зосередився на портретному живописі, відносять до «шотландського реалізму» і вважають одними з провідних шотландських інтелектуалів 1960-х років. В свою чергу художників, пов'язаних з Моффатом і Школою мистецтв у Глазго, які стали відомі в 1980-ті роки, іноді називають «новими хлопцями з Глазго» або «дитинчатами Глазго» («Glasgow pups»); до них належать Стівен Кемпбелл (1953—2007), Пітер Гаусон (нар. 1958), Кен Каррі (нар. 1960) і Адріан Вишневські (нар. 1958). Їх фігуративні праці схожі на сторінки коміксів і роблять акцент на соціальний коментар. Постмодерністський живопис Кемпбелла і Виншневські використовує химерний підхід до історії. Кемпбелл часто використовує персонажі, що нагадують персонажів з романів 1930-х років, які стикнулись з розладом і сум'яттям реального світу, напр. у «Молоді люди у пошуках простоти» (1989). Каррі відродив історичне полотно, присвячене соціалістичній історії Глазго, в серії картин для Народного палацу 1987 року, а також в серії принтів «Сарацинські голови» (1988).

### Сучасна скульптура
Скульптори Ерік Шилські (1898—1974) і Г'ю Лоример (1907-93) працювали в існуючій традиції моделювання та різьби, а от скульптор і художник Едуардо Паолоцці (1924—2005) був піонером поп-арту і протягом своєї різноманітної кар'єри створив багато робіт, в яких розглянуті зіставлення між фентезі і сучасним світом. Праці Джорджа Вайлі (1921—2012) порушували соціально-політичні коментарі, напр. його «Солом'яний локомотив» (1987), який порушив питання про занепад важкої промисловості і характер колоніалізму.
Нові джерела прямого державного фінансування мистецтва сприяли ширшим експериментам серед нового покоління скульпторів, які використовували аспекти модернізму, — Джейка Харві (нар. 1948), Дага Кокера (нар. 1945), Ейнслі Юо (нар. 1941) і Гевіна Скобі (1940—2012). На противагу їм Сенді Стоддарт (нар. 1959) створює в основному «націоналістичну» фігуративну глиняну скульптуру в рамках неокласичної традиції; він найбільш відомий своїми публічними скульптурами, в тому числі триметровими бронзовими статуями філософів Дейвіда Юма і Адама Сміта на Королівській Милі в Единбурзі.

### Фотографічне Відродження

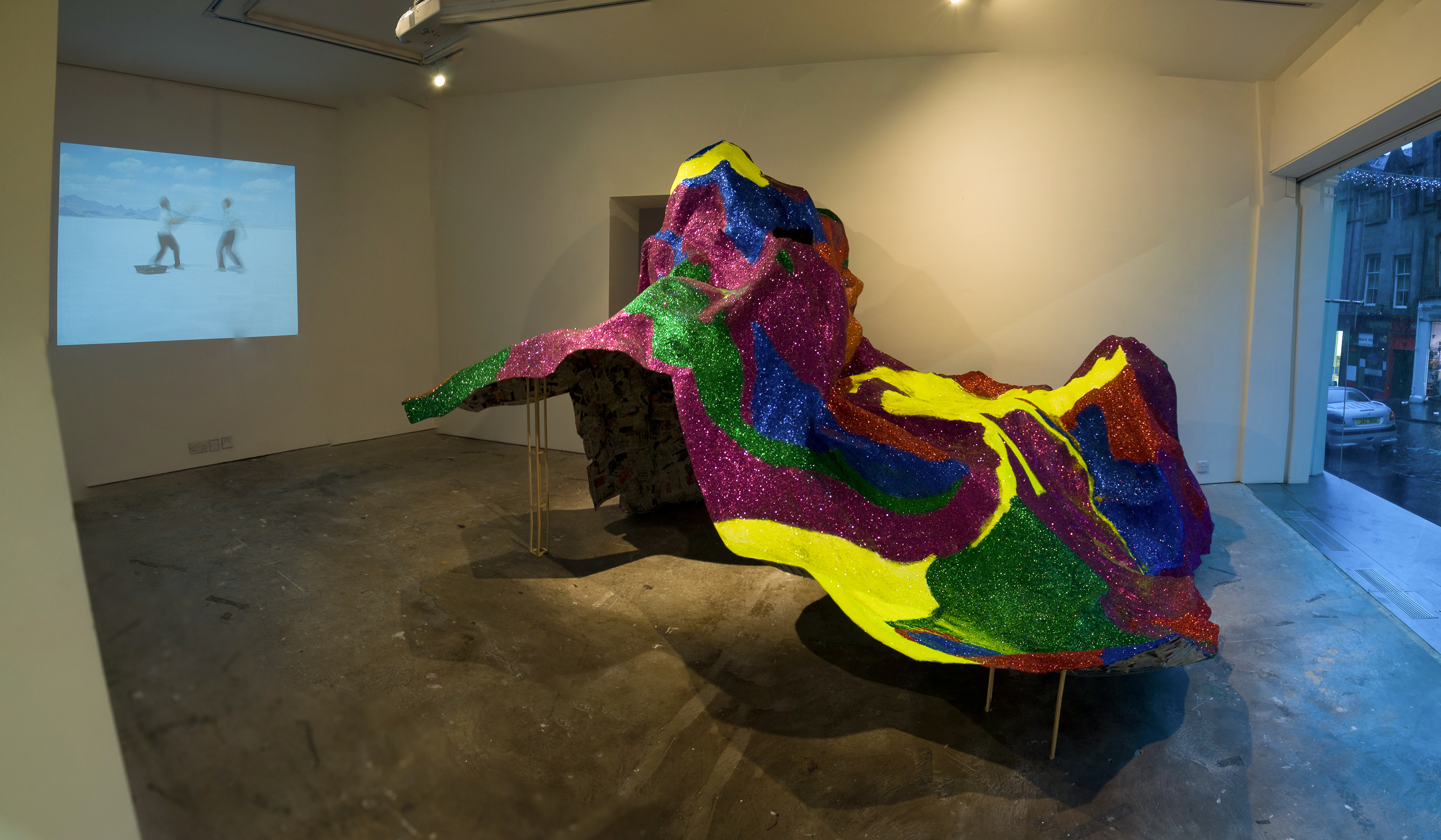
Перша кімната інсталяції «Об'єкта, що рухається своїм успіхом» авторства Сенді Сміт і Алекс Гросс (2008)

Наприкінці ХХ століття фотографія в Шотландії переживала Ренесанс за сприяння таких персоналій, як Річард Ху (1945-85), який заснував галерею фотографії «Stills Gallery» в Единбурзі в 1977 році, і Мюррей Джонстон (1949-90), який був її директором з 1982 по 1986 рік. Важливими фотомитцями Шотландії були американець Томас Джошуа Купер (нар. 1946), Прадіп Малде (нар. 1957), Мод Салтер (1960—2008) і Оуен Логан (нар. 1963).

### Сучасні митці
З 1990-х років найбільш комерційно успішним митцем є Джек Веттріано (нар. 1959), чиї роботи зазвичай складаються з фігурних композицій; репродукції його найвідомішої картини «Співаючий дворецький» (1992) є бестселлерами у Великій Британії, але він отримав мало визнання критиків.
Сучасні художники з Глазго і Данді включають:
Девіда Маха (нар. 1960), що працює в напрямку арт-інсталяції;
Річарда Райта (нар. 1960), відомого своїми дивовижними розписами стін;
Джеймса Ламбі (нар. 1965), який спеціалізується на кольорових скульптурних інсталяціях;
і Сьюзен Філіпз (нар.1965), яка працює зі звуковими інсталяціями. 

Група, яка виникла в Глазго на початку 1990-х і пізніше названа «Роздратовані» («The Irascibles»), включає Родеріка Б'юкенена (нар. 1965), який працює в інсталяції, кіно- і фотозйомці, Дугласа Гордона (нар. 1966), що працює у відеоарті, Крістін Борлад (нар. 1965), чия праця фокусується на судово-медичній науці, и скульптора Мартіна Бойса (нар. 1967). Молодше покоління митців включає Люсі Маккензі (нар. 1977) з картинами часто відверто сексуального характеру і Сенді Сміта (нар. 1983), який створює арт-інсталяції, що поєднують в собі відео і садово-паркове мистецтво.

### Художні музеї й галереї

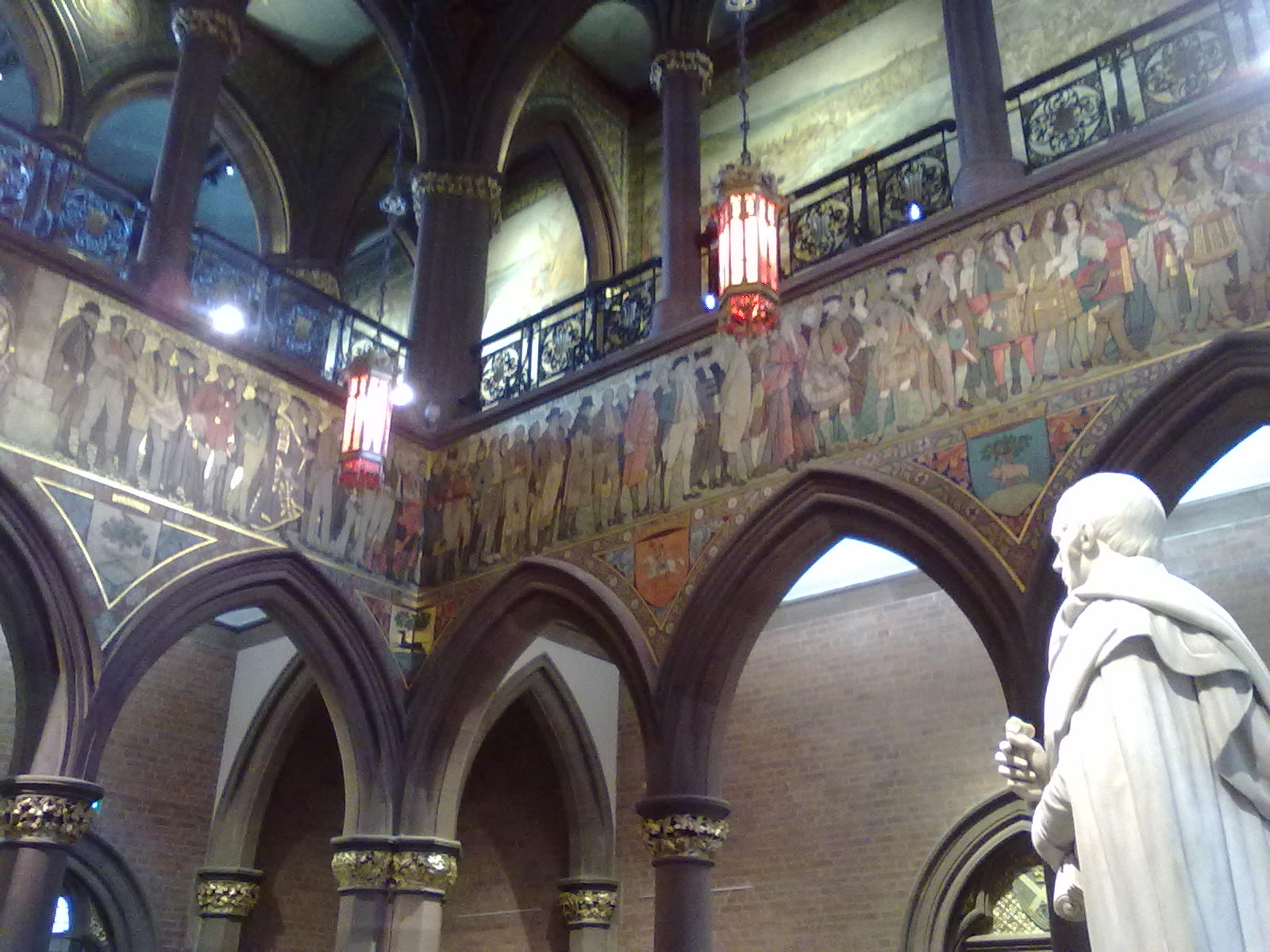
Фриз передпокою роботи Вільяма Хола (1898), Національна портретна галерея Шотландії

Великими художніми галереями Единбургу є
- Національна галерея Шотландії, де зберігається колекція національного і міжнародного мистецтва; Національний музей Шотландії, що утворений в результаті злиття Королівського музею Шотландії і Національного музею старожитностей і включає в себе предмети декоративного мистецтва, етнографії та археології;
- Національна портретна галерея Шотландії з колекцією портретів основних національних діячів;
- Шотландська національна галерея сучасного мистецтва, де знаходиться національна колекція ХХ століття шотландського та світового мистецтва;
- Галерея Дін, де розміщена колекція дадаїзму і сюрреалізму Галереї модернізму[123];
- Галерея Талбота Райса, яка включає роботи і старих майстрів, і сучасних шотландців,
- і Stills Gallery, головна галерея присвячена шотландській фотографії.[124]

Галереї Глазго включають: 
- Колекцію Баррелла, велику і еклектичною колекцію мистецтва, яку заповів місту магнат перевозок сер Вільям Баррелл;
- Художню галерею і Музей Келвінгроув, де зберігається колекція іноземного мистецтва та творів школи Глазго;
- «Гантерівський музей і художню галерею», де зберігаються 60 творів Джеймса Вістлера і твори Макінтоша, а також іноземних майстрів сімнадцятого століття.[125]

Вартими уваги також є художня галерея Абердина, де зберігається велика колекція британського та світового мистецтва і «Сучасне мистецтво Данді», в якому розташовані дві галереї сучасного мистецтва.

### Художні школи та коледжі

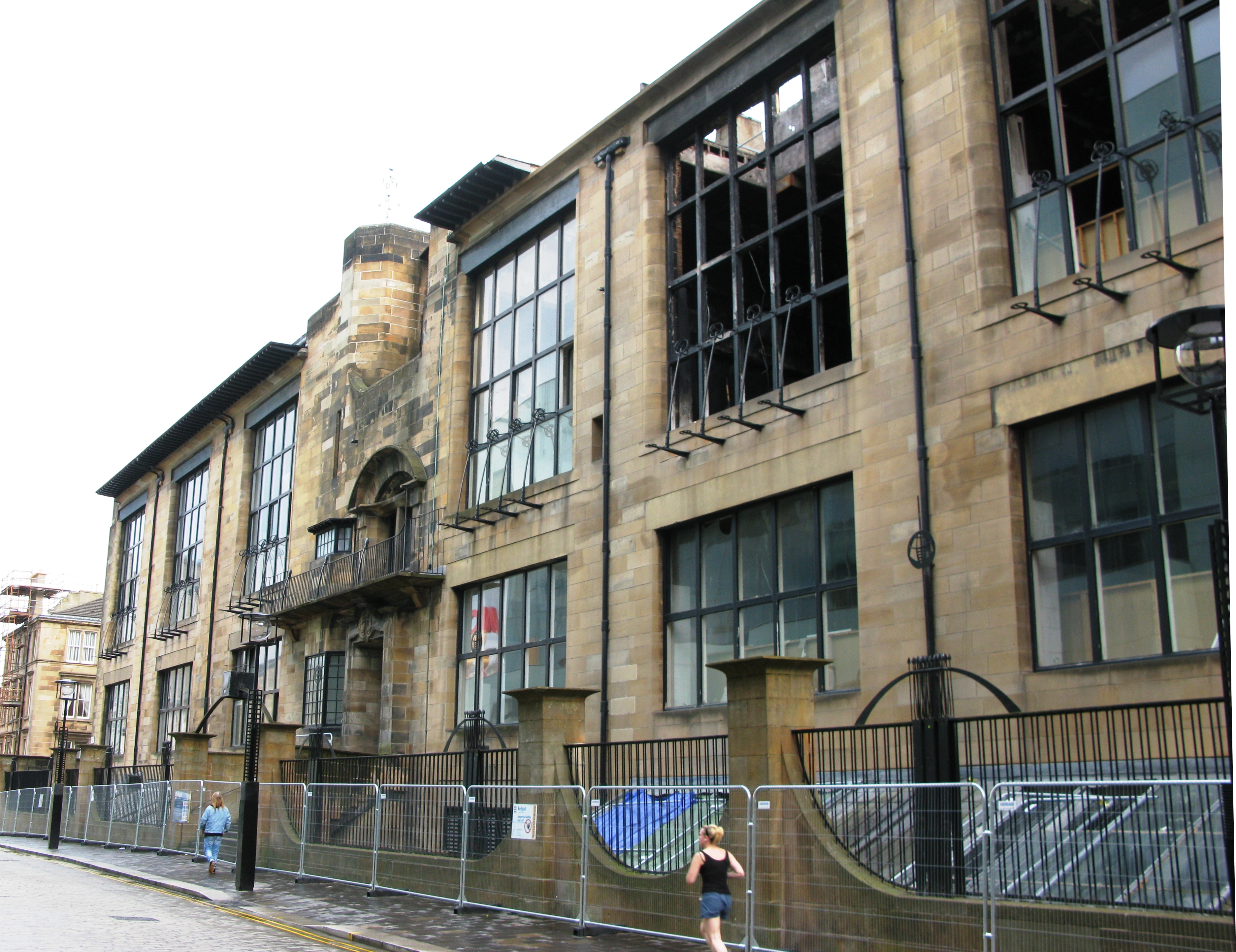
Школа мистецтв Глазго, спроектована Чарльзом Ренні Макінтошем

Шотландія має художні школи починаючи з XVIII століття, багато з яких продовжують існувати і сьогодні в різних формах. Единбурзький коледж мистецтв утворився 1907 року з Академії попечителів, заснованої в місті в 1760 р. Після довгого незалежної історії, в 2011 році він увійшов до складу університету Единбурга. Школа мистецтва у Глазго виросла з міської Школи дизайну, заснованої в 1845 р. Школа мистецтв Глайса в Абердині була заснована 1885 р. Коледж мистецтв і дизайну Дункана з Джорданстоун був заснований в Данді в 1909 році. Існують також невеликі приватні організації, такі як Школа мистецтв Лейт, заснована в будівлі колишньої лютеранської церкви в 1988 році.

### Організації
Національним агентством розвитку мистецтв в Шотландії є «Creative Scotland». Воно замінило Шотландськогу художню раду, яка була утворена в 1994 році після реорганізації Ради мистецтв Великої Британії, але існувала як автономна організації з часу королівської хартії 1967 року. Крім того, деякі місцеві органи влади і приватні інтереси також підтримують мистецтва, хоча цей вид більш обмежений з часу реформи місцевого самоврядування в 1996 році. До незалежних фондів мистецтв, які сприяють образотворчому мистецтву, належить Королівська шотландська академія, яка була заснована в 1826 році і отримала Королівську хартію в 1837 році.